# Cariera de piatră de la Albeștii de Muscel
Cariera de piatră de la Albeștii de Muscel se află în comuna cu același nume din județul Argeș, Muntenia, România. Piatra care se extrage de aici este un calcar numulitic folosit în construcții și în ornamente. Acest material a fost utilizat de-a lungul timpului la ridicarea sau înfrumusețarea multor edificii importante din țară sau din străinătate.

## Așezare geografică
Comuna Albeștii de Muscel se găsește la poalele masivului Iezer din Munții Iezer-Păpușa, Carpații Meridionali. Această comună aparținea la sfârșitul sec.XIX de plasa Dâmbovița în fostul județ Muscel. După 1950 a făcut parte din Regiunea Argeș, raionul Muscel, iar odată cu reorganizarea administrativ-teritorială din 1968 o regăsim în județul Argeș.
(Dezambiguizare) În acest județ se află și comuna Albeștii de Argeș, în apropierea orașului Curtea-de-Argeș.
Structura socială
Oamenii au folosit dintotdeauna pentru construcții materialele pe care le-au avut la îndemână. Pentru partea de sud a țării, existența Carierei de la Albeștii de Muscel a fost o sursă de material rezistent în timp, dar și o posibilitate de câștig pentru localnici. În " Catagrafia de la 1838 " dar și în " Marele dicționar geografic al României " se precizează că una dintre ocupațiile sătenilor era pietrăria. În a doua jumătate a secolului XX, scriitorul Mihail Diaconescu consideră că numărul celor care lucrau ca pietrari era așa de mare, încât folosește expresia "un sat întreg de pietrari ".

## Ce este calcarul numulitic
Calcarul numulitic se găsește în țara noastră în carierele de la Albeștii de Muscel-județul Argeș, Azarlîc-județul Constanța, Rodna-județul Bistrița-Năsăud și Porcești-județul Sibiu.
Calcarul numulitic este alcătuit din căsuțe de numuliți (lat.numulus - bănuț). Numuliții sunt foraminifere aparținând ordinului protozoare, care se caracterizează prin aceea că au corpul învelit într-o cochilie chitinoasă calcaroasă. Dimensiunile lor sunt în general microscopice, dar pot ajunge până la 12 cm. Aceste viețuitoare au populat apele calde din Senonian, etaj al cretacicului superior până în Oligocen, epocă a perioadei terțiare.
În cadrul carierei, există un spațiu distinct cu o suprafață de 3600 m2, declarat în anul 1955 rezervație paleontologică.

## Istoric al construcțiilor din calcarul de la Albeștii de Muscel

### Perioada dacică
Din informațiile pe care le deținem, piatra din cariera de la Albeștii de Muscel a fost utilizată la construirea cetăților dacice de la Rucăr și Cetățeni, amândouă în nordul județului Argeș la 29 respectiv 30 de km de carieră.

### Perioada romană
După cucerirea Daciei de către romani (106), învingătorii au început construirea de viaducte, drumuri, poduri, castre, acestea din urmă având rol de apărare. Un asemenea castru a fost ridicat în partea de sud a orașului Câmpulung, la Jidava (Jidova)[nefuncțională]
 cu scopul de a apăra trecerea peste Carpați prin pasul Rucăr-Bran. Cercetările arheologice întreprinse în zonă au scos la iveală blocuri de piatră provenind de la Albeștii de Muscel. Ruinele sunt astăzi o zonă de interes pentru turiști.

### Evul Mediu
În ciuda vechimii așezării umane și a carierei de piatră, atestarea documentară a comunei Albeștii de Muscel este consemnată la 19 ianuarie 1572, iar prima înregistrare a folosirii calcarului este anul 1300. Atunci a murit  Laurențiu de Câmpulung (lat. Laurencius de Longo Campo) comitele sașilor din oraș pe care Negru Vodă (Radu Negru) l-a găsit la Câmpulung  când a descălecat în Țara Românească. Lespedea mormântului său, tăiată și ornamentată în piatră de Albești  se află în Biserica Bărăția din Câmpulung (catolică, cu hramul Sf. Iacob).
Piatra de la Albeștii de Muscel a fost utilizată în Evul Mediu și la următoarele edificii: Mănăstirea Negru-Vodă, Câmpulung Muscel  care conservă cea mai veche sculptură animalieră existentă în Țara Românească și ornamente cu motive vegetale, aflate toate în clopotniță precum și lespedea tombală a voievodului Nicolae Alexandru Basarab ( d.1364); mănăstirea Cozia (sec XIV); biserica Lerești, Argeș (sec.XV) ; mănăstirea Curtea-de-Argeș ( sec XVI);  Mănăstirea Trei Ierarhi din Iași și Biserica Sfânta Treime din Pitești ( sec XVII); Biserica Sfântul Gheorghe Nou din  București (sec.XVIII).

### Secolul XIX
Un salt calitativ în prelucrarea calcarului din cariera de la Albeștii de Muscel s-a produs la sfârșitul sec. al-XIX-lea, când, la Câmpulung s-a mutat inginerul Matei Drăghiceanu (15 mai 1844, Târgoviște - 2 mai 1939, Câmpulung), nepot de soră al scriitorului Grigore Alexandrescu. După studii la Paris, el a fost  inginer de mine (primul cu această specializare în țara noastră), geolog, și începând cu 1933 membru de onoare al Academiei Române. De numele său se leagă apariția Ateneului Român (1875), Societății de Geografie (1876) și a Societății inginerilor și industriașilor de mine (1893).  Între 1878-1880, Matei Drăghiceanu a condus Școala de Poduri și Șosele, devenită ulterior Institutul Politehnic București. Ca inginer geolog, a fost semnatarul primei hărți geologice a țării noastre (1890). Stabilit la Câmpulung în 1896, pentru  a-și trata soția  (Maria, prima româncă licențiată în litere) bolnavă de TBC, el a adus muncitori greci și italieni pentru construcția unei case (1900-1903), azi Pavilionul Drăghiceanu din secția 2 a Spitalului de Pneumoftiziologie. Cu această ocazie, meseriașii din Albeștii de Muscel și-au îmbunătățit tehnica, adaptând-o la facilitățile vremii.
Dintre realizările secolului XIX unde calcarul de la Albeștii de Muscel a fost utilizat, amintim: Biserica Sfânta Vineri din Pitești-capitelurile celor patru coloane și celor patru pilaștri din tindă; Banca Națională a României, Palatul Cotroceni, Palatul Știrbei și Universitatea din  București; Podul Anghel Saligny; Castelul Peleș.

### Secolul XX
Învățământul de specialitate
În secolul XX învățământul din localitate s-a adaptat la piața muncii, mâna de lucru și materia primă din Albeștii de Muscel fiind căutate în România și în afara ei. După 1940, în comună a existat un gimnaziu industrial de profil, școala generală a format viitori lucrători la carieră, iar Școala Populară de Arte și Meserii din Pitești a avut, începând cu 1973 o clasă de cioplit în piatră la Albeștii de Muscel.
Realizări emblematice la care s-a folosit piatră de Albești: Arcul de Triumf, la care s-au folosit 250 m³ de calcar, Palatul Parlamentului,  Casa Scânteii, Palatul Regal /Muzeul Național de Artă, Palatul Telefoanelor, București; Studiourile Cinematografice Buftea; Podul Prieteniei, Giurgiu; Cazinoul din Constanța; Casa Coandă și Monumentul din Cimitirul eroilor români, Pitești; Primăria și Tribunalul Câmpulung-Mușcel; cabana Bâlea de pe Transfăgărășan; basorelieful Memorialului de Război Mateiaș, Valea-Mare Pravăț, județul Argeș, cu dimensiunile: lungime 16 m, înălțime 3,5 m și 18 personaje.
Trei din cele șapte busturi aparținând unor câmpulungeni celebri aflate în grădina publică din Câmpulung-Muscel sunt realizate, în a doua jumătate a secolului XX, din piatră de Albești: Ion Negulici - pictor, scriitor, revoluționar; C.D. Aricescu -istoric, publicist, revoluționar  și Ion Barbu/Dan Barbilian-poet și matematician.
Cruci de piatră, azi monumente istorice, statui (printre care I.C.Brătianu din Pitești, care are soclul placat cu calcar numulitic), mii de fântâni în Bărăgan, monumente ale eroilor, vile din Predeal, Valea Oltului, Litoral, au fost construite sau ornamentate cu piatră de la Albeștii de Muscel.
Lucrătorii din zonă, tot mai solicitați au realizat pentru export obiecte de lux și au participat peste hotare la construcții  sau renovări în țări pe mai multe continente.
Familii cunoscute din Albeștii de Muscel și comunele alăturate, care, în unele cazuri au dat mai multe generații de lucrători în piatră: Andronache, Badea, Bizon, Bodea, Brăileanu, Bugheanu, Butoi, Dobrin, Dogioiu, Ganță, Gava, Gheorghe, Isbășoiu, Manta, Măndoiu, Mățăuanu, Mezzaroba, Moise, Neacșu, Neagoe, Neferu, Nistor, Oancea, Solomon, Stănică, Stoica, Strafalogea, Șerban, Ștefănică, Vișoiu, Voiculescu.
După cel de-al Doilea Război Mondial, sculpturile în calcar numulitic necesare locuințelor din zonă capătă de asemenea caracteristici artistice, pentru decorațiile aplicate la ancadramentele de uși, ferestre și balustrade.

## Imagini

Biserica Sf. Vineri din Pitești